# Referèndum d'adhesió de Letònia a la Unió Europea
El referèndum d'adhesió de Letònia a la Unió Europea va tenir lloc a Letònia el 20 de setembre de 2003. Letònia va ser l'últim dels estats en celebrar un referèndum sobre el tema de la seva adhesió a la Unió Europea (UE) en l'ampliació de 2004. La pregunta que es va fer als votants consistia en: «Dona suport vostè a la pertinença de Letònia a la Unió Europea?».
Poc més de dos terços dels votants van votar Sí i Letònia va efectuar la seva adhesió a la UE l'1 de maig de 2004.

## Antecedents
Letònia va ser invitada a iniciar les negociacions per unir-se a la Unió Europea el 1999 i formalment a unir-se a una cimera a Copenhaguen el desembre de 2002. El 27 de desembre de 2002 el govern de Letònia va decidir celebrar un referèndum el 20 de setembre de 2003, relatiu a aquesta qüestió. El maig de 2003 el Parlament de Letònia va modificar la Constitució de Letònia per permetre referèndums sobre assumptes internacionals. La campanya va començar el 5 de maig de 2003.

## Reaccions
El primer ministre de Letònia, Einars Repše, va celebrar el resultat amb 2.000 joves a Riga, portant una samarreta blava de la UE va dir que «els letons entenen que aquest és un moment decisiu!» La presidenta de Letònia, Vaira Vike-Freiberga, va descriure el resultat com «esborrant per sempre les divisions en el mapa d'Europa que l'odiós Pacte Molotov-Ribbentrop de 1939 va posar aquí».